# Ateljé Meštrović
Ateljé Meštrović (kroatiska: Atelijer Meštrović) är konstmuseum i Zagreb, Kroatien. Konstmuseet ligger på Mletačka 8 i Övre staden och är uppkallat efter den internationellt erkända skulptören och arkitekten Ivan Meštrović. I vad som tidigare var konstnärens hem och ateljé visas flera av hans verk.

## Utställningar
I den permanenta utställningen visas marmor-, sten-, trä- och bronsskulpturer, reliefer, teckningar och grafik av Meštrović. Föremålen representerar fyra decennier av hans konstnärliga liv.

## Historia
Efter att ha avslutat sina studier i Wien och efter att ha bott i Paris, Rom och Cannes återvände Meštrović 1919 som en hyllad och framgångsrik konstnär till sitt hemland. 1920 köpte han tre byggnader i Övre staden i Zagreb. De nästkommande åren anpassade han dessa byggnader så att de kunde tjäna som hans hem och ateljé. 1942 lämnade Meštrović landet och 1952 donerade han sitt forna hem till staten. Byggnaden anpassades så att den kunde tjäna som utställningslokal och 1969 öppnade Ateljé Meštrović helt för allmänheten. Byggnaden är idag kulturminnesmärkt.